# ویکو کاروانن
ویکو کاروانن (انگلیسی: Veikko Karvonen؛ ۵ ژانویه ۱۹۲۶ – ۱ اوت ۲۰۰۷) ورزشکار دو و میدانی اهل فنلاند بود.